# Medalla por la Liberación de Praga
La Medalla por la Liberación de Praga (en ruso: Медаль «За освобождение Праги») es una medalla de campaña de la Segunda Guerra Mundial de la Unión Soviética establecida el 9 de junio de 1945 por decreto del Presídium del Sóviet Supremo de la Unión Soviética, para satisfacer la petición del Comisariado del Pueblo para la Defensa de la Unión Soviética de recompensar adecuadamente a los participantes de las batallas por la liberación de la ciudad de Praga de las fuerzas armadas de la Alemania nazi. 
Hasta 1962, la medalla  fue otorgada a más de 395 000 personas. Entre los galardonados había más de 40 000 ciudadanos de Checoslovaquia.

## Estatuto
Su reglamento, diseño y descripción fueron publicados en la Gaceta del Soviet Supremo de la URSS n.º 34 de 1945. 
La medalla se otorgada a todos los soldados del Ejército Rojo, Marina, Tropas del Ministerio del Interior (MVD) y Tropas del Comité de Seguridad del Estado (NKVD) que participaron en la liberación de Praga entre el 3 y el 9 de mayo de 1945, así como a los organizadores y comandantes de las operaciones de combate relativas a la liberación de la ciudad.
La medalla era otorgada en nombre del Presídium del Sóviet Supremo de la Unión Soviética sobre la base de documentos que atestiguan la participación real en la liberación de Praga. El personal militar en servicio recibió la medalla de su comandante de unidad, El pernonal militar ya jubilado recibieron la medalla de un comisionado militar regional, municipal o de distrito en la comunidad del destinatario.
La medalla se lleva en el lado izquierdo del pecho y, en presencia de otras medallas de la URSS, se coloca después de la Medalla por la Liberación de Varsovia. Si se usa en presencia de órdenes o medallas de la Federación de Rusia, estas últimas tienen prioridad.
Cada medalla venía con un certificado de premio, este certificado se presentaba en forma de un pequeño folleto de cartón de 8 cm por 11 cm con el nombre del premio, los datos del destinatario y un sello oficial y una firma en el interior. Por decreto del 5 de febrero de 1951 del Presídium del Sóviet Supremo de la URSS, se estableció que la medalla y su certificado quedarían en manos de la familia tras la muerte del beneficiario.

## Descripción
La Medalla  está hecha de latón y tiene la forma de un círculo regular con un diámetro de 32 mm con un borde elevado por ambos lados.
En el anverso, en la parte superior, a lo largo de la circunferencia, aparece la inscripción «ЗА ОСВОБОЖДЕНИЕ » («Por la Liberación»), debajo de ella, la inscripción «ПРАГИ» (Praga), debajo, la imagen del sol naciente y dos ramas de laurel conectadas bajo una estrella de cinco puntas.
En el reverso de la medalla está la fecha de la liberación de Praga: «9 мая 1945» (9 de mayo de 1945), debajo de la fecha hay una estrella de cinco puntas. 
Todas las inscripciones e imágenes de las medallas son convexas. 
La medalla está conectada con un ojal y un anillo a un bloque pentagonal cubierto con una cinta de muaré de seda lila de 24 mm de ancho. En el medio de la cinta hay una franja azul de 8 mm de ancho.

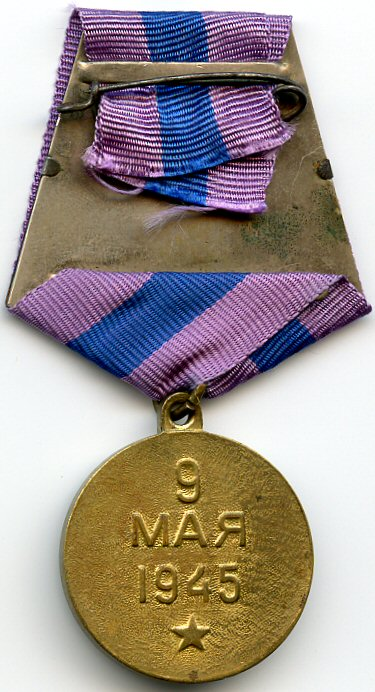
Reverso de la medalla por la Liberación de Praga

## Galardonados
Lista parcial de las personas que recibieron la Medalla por la Liberación de Praga
- Mariscal de Aviación Alexander Pokryshkin
- Mariscal de la Unión Soviética Iván Yakubovski
- General checoslovaco Ludvík Svoboda
- Coronel Oleg Penkovski
- Mariscal de la Unión Soviética Iván Kónev
- General del ejército Iván Petrov
- General de Ejército Alekséi Antónov
- Mariscal de la Unión Soviética Pável Batitski
- Mariscal de la Unión Soviética Semión Kurkotkin
- Coronel General Pável Kurochkin
- Coronel General Leonid Sandalov
- Mariscal de Blindados Pável Rybalko
- Coronel General Aleksandr Rodímtsev